# Capnia nearctica
Capnia nearctica is een steenvlieg uit de familie Capniidae. De wetenschappelijke naam van de soort is voor het eerst geldig gepubliceerd in 1918 door Banks.